# Christian Gottfried Ehrenberg
Christian Gottfried Ehrenberg (ur. 19 kwietnia 1795 w Delitzsch, zm. 27 czerwca 1876 w Berlinie) – niemiecki przyrodnik, zoolog, lekarz i geolog.

## Życiorys
Był synem sędziego. Studiował teologię na Uniwersytecie Lipskim, następnie medycynę i nauki przyrodnicze w Berlinie. W 1818 ukończył pracę doktorską na temat grzybów.
W latach 1820–1825 brał udział w naukowej ekspedycji do Egiptu. Przywiózł stamtąd tysiące okazów roślin i zwierząt. Po powrocie opublikował wiele artykułów na temat fauny i flory Egiptu.
W 1827 Ehrenberg został mianowany profesorem medycyny na Uniwersytecie Berlińskim. W 1829 towarzyszył Wilhelmowi von Humboldtowi w wyprawie przez wschodnią Rosję do granicy z Chinami. Po powrocie koncentrował się na badaniach mikroskopijnych organizmów, które do tego czasu nie były systematycznie badane.
Przez prawie 30 lat badał próbki wody, gleby, osadów i pyłów, opisując tysiące nowych gatunków. Ogłosił prawie 400 publikacji naukowych.
Od 1837 był członkiem zagranicznym Royal Society w Londynie. W 1839 zdobył Medal Wollastona, najwyższą nagrodę przyznawaną przez Geological Society of London. 
W 1842 otrzymał Pour le Mérite za Naukę i Sztukę.
W 1877 był pierwszym laureatem Medalu Leeuwenhoeka.
Po jego śmierci w 1876 jego zbiory mikroskopijnych organizmów zostały zdeponowane w Muzeum Historii Naturalnej w Berlinie. Jego kolekcja zawiera 40 000 preparatów mikroskopowych, 5000 próbek surowca, 3000 rysunków ołówkiem i tuszem i blisko 1000 listów.